# Марков, Виктор Степанович
Виктор Степанович Марков (1921, дер. Морозково, Екатеринбургская губерния — 1943, с. Старая Рудня, Черниговская область) — советский военнослужащий, лейтенант. В Рабоче-крестьянской Красной Армии служил с 1939 по 1943 год. Во время Великой Отечественной войны сражался на Юго-Западном и Центральном фронтах. Участвовал в танковом сражении под Дубно—Луцком—Бродами и Черниговско-Припятской операции битвы за Днепр.
Командир 3-й танковой роты 60-го танкового полка 15-й гвардейской кавалерийской дивизии 7-го гвардейского кавалерийского корпуса лейтенант В. С. Марков особо отличился 22—23 сентября 1943 года в боях за высоту 130,5 и село Старая Рудня Щорского района Черниговской области. Силами вверенного ему подразделения он нанёс противнику большой урон, многократно превышающий потери роты, чем способствовал взятию вражеских опорных пунктов. Когда танк Маркова был подбит, окружён немецкими солдатами и подожжён, он до последних мгновений жизни продолжал сражаться в горящей машине. Указом Президиума Верховного Совета СССР от 26 апреля 1944 года лейтенанту Маркову Виктору Степановичу было присвоено звание Героя Советского Союза посмертно.

## Биография

### Детство и юность
Родился 8 ноября 1921 года в деревне Морозково Верхотурского уезда Екатеринбургской губернии РСФСР (ныне — Серовский городской округ Свердловской области) в семье рабочего Степана Афанасьевича и домохозяйки Евдокии Фёдоровны Марковых. Русский.
В семье Марковых, кроме Виктора, было ещё двое детей — Надежда и Владимир. Родители растили их в строгости и рано приобщили к труду. По воспоминаниям односельчан, Евдокия Фёдоровна, уходя на работу, всегда давала детям посильные задания. Больше других доставалось старшему из мальчишек Виктору: то дров наколоть, то забор починить, то заготовить на зиму дикий лук, который в изобилии рос на заливных лугах по берегам реки Сосьвы. Но подросток, отличавшийся трудолюбием и прилежанием, успевал и уроки делать, и работу по дому выполнять, и помогать отцу в кузнице, и вместе со сверстниками участвовать в различных мальчишеских играх. Виктор очень любил городки и бабки, как и многие дети, выросшие на реке, увлекался рыбалкой. Любимой зимней забавой братьев Марковых было взятие снежного городка. И, конечно, детвора часто играла в войну, иногда устраивая на деревенских улицах яростные «кавалерийские» сражения.
Степан Афанасьевич и Евдокия Фёдоровна сами были неграмотными, но очень хотели дать своим детям хорошее образование. Поэтому, когда Виктор в 1936 году окончил седьмой класс Морозковской неполной средней школы, они настояли, чтобы он продолжил учёбу в городе. На следующий год подросток уехал к родственникам в Надеждинск. Жил по улице 2-й Белореченской (ныне улица Маркова), учился в школе № 22. Любимыми предметами Маркова в старших классах были черчение и физика. Неплохо обстояли дела с математикой. Хуже давались родной язык, литература и история. Уже думая о карьере кадрового военного, Виктор подтянул физическую форму, занялся спортом и даже защищал честь школы на различных городских и районных соревнованиях. Летом 1939 года Марков окончил девятый класс и был переведён в десятый, однако к этому времени он уже окончательно решил стать танкистом. Вместе со своим одноклассником Е. П. Союровым он отправился в Ульяновск. Успешно сдав вступительные экзамены, земляки-уральцы стали курсантами 1-го Ульяновского бронетанкового училища имени В. И. Ленина.

### На службе в РККА
1-е Ульяновское бронетанковое училище под руководством комбрига П. Е. Шурова с 1937 года прочно удерживало звание лучшего танкового училища среди аналогичных учебных заведений РККА. Достигалось это жёсткой дисциплиной, глубокой теоретической подготовкой курсантов и интенсивными полевыми занятиями, которые проводились в условиях, максимально приближённых к боевым. За два года учёбы курсант В. С. Марков прошёл обучение на танках Т-26, БТ-5 и БТ-7, освоив как специальность командира экипажа, так и смежные специальности механика-водителя и командира орудия. В аттестационной характеристике на курсанта Маркова командир 2-й учебной роты лейтенант Шалимов отмечал:

Среди курсантов и командиров пользуется авторитетом. Волевыми качествами обладает… Тактику, топографию, технику, парковую службу знает хорошо. Из танкового и личного оружия стреляет хорошо. Матчасть и уход за ней знает отлично. Боевые и колёсные машины водит отлично. Лично организовать и провести занятия со взводом может методически правильно. Вывод: достоин присвоения военного звания «лейтенант» и назначения на должность командира взвода.
10 июня 1941 года В. С. Марков окончил училище по 1-му разряду и был направлен в распоряжение штаба Киевского особого военного округа.
В Киеве, в Главном управлении кадров КОВО, лейтенант Марков получил направление в 29-й танковый полк 14-й кавалерийской дивизии, которая дислоцировалась в городе Славута Каменец-Подольской области Украинской ССР. Однако сразу добраться до своей части Виктору не удалось. Утром 22 июня 1941 года поезд, в котором он ехал к месту службы, был разбомблен немецкой авиацией. Марков был легко ранен, и ему пришлось обратиться за помощью в ближайшее медицинское учреждение. Дивизию генерал-майора В. Д. Крючёнкина танкист догнал уже на пути к Кременцу, куда она выдвинулась по приказу командующего Юго-Западным фронтом. 29 июня 1941 года в районе Кременца в ходе танкового сражения под Дубно—Луцком—Бродами 29-й танковый полк вступил в противостояние с боевой группой 16-й танковой дивизии генерал-майора Г.-В. Хубе. В первые минуты боя БТ лейтенанта Маркова был подбит. Механик-водитель и башенный стрелок погибли. Командир танка был контужен, но не вышел из схватки. Ведя огонь из пушки по приближающейся немецкой бронетехнике, он сумел поджечь один танк. Когда же пушку заклинило, он пересел на место погибшего мехвода и на предельной скорости повёл свой БТ навстречу противнику, намереваясь взять одну из немецких машин на таран. Однако от прямого попадания вражеского снаряда танк Маркова вспыхнул и остановился. Тяжело раненный и контуженный танкист сумел самостоятельно выбраться из горящей машины, после чего потерял сознание. Его подобрали кавалеристы и доставили в медсанбат. Оттуда сильно обожжённого и временно ослепшего от тяжёлой контузии офицера санитарным поездом эвакуировали в тыловой госпиталь, в город Горький.
После длительного лечения весной 1942 года В. С. Марков был выписан из медицинского учреждения и направлен в 25-й отдельный танковый батальон, формирование которого началось в Горьком. Соединение планировалось вооружить новыми лёгкими танками Т-70 и к лету включить в состав 25-й танковой бригады. Но на фронт Виктор тогда не попал. В апреле 1942 года на Горьковском автомобильном заводе началось серийное производство машины Н. А. Астрова. ГАЗ испытывал острую нехватку высококвалифицированных специалистов на приёмке новой бронетехники, и к маю 1942 года лейтенант Марков был направлен военпредом на завод имени Молотова. Здесь Виктор участвовал в приёмке и обкатке Т-70, в заводских испытаниях его модификации Т-70М и нового танка Т-80. «Эта работа хоть немного меня успокаивает, — писал он родителям, — всё таки я близок к фронту. Как приятно узнать, что машины, мной проверенные, успешно бьют фашистов». Неоднократно Марков просился на фронт, но неизменно получал отказ. В конце августа 1943 года Виктор получил из дома известие о гибели в боях под Изюмом младшего брата Владимира. На следующий день его очередной рапорт лёг на стол начальства, и на этот раз ему отказать не смогли.

### В сентябре 43-го
Лейтенант В. С. Марков получил назначение в сформированный в Тамбове в июне-июле 1943 года 60-й танковый полк, который находился в резерве Ставки Верховного Главнокомандования и готовился к отправке на Центральный фронт. По прибытии в часть Виктор был назначен на должность командира 3-й танковой роты. 4 сентября 1943 года в последнем письме домой он сообщил, что едет на фронт. 18 сентября полк выгрузился на станции Бахмач и уже на следующий день был брошен в бой. Стремительно продвинувшись на северо-запад, танкисты подполковника И. А. Мясникова пришли на выручку попавшему в окружение под Щорсом 55-му гвардейскому кавалерийскому полку. В ходе боя полк истребил до роты мотопехоты и уничтожил артиллерийскую батарею противника.
Тем временем, вечером 20 сентября взвод разведки 57-го гвардейского кавалерийского полка под командованием гвардии младшего лейтенанта С. А. Зудлова, форсировав реку Снов южнее села Смяч и захватив небольшой плацдарм на правом берегу реки, стянул на себя крупные силы противника. Воспользовавшись этим, утром 21 сентября 1-я танковая рота 60-го танкового полка под непосредственным командованием подполковника Мясникова умелым обходным манёвром вышла на берег реки Смяч и, преодолев её вброд, стремительно ворвалась в одноимённое село. Танкисты быстро подавили все огневые точки врага, при этом две самоходные артиллерийские установки были уничтожены танковыми таранами. В бою за село Смяч погиб командир роты старший лейтенант Я. Г. Сульдин, но стратегически важный для противника опорный пункт был взят. Успешными действиями танкисты обеспечили переправу через Снов основных сил 15-й гвардейской кавалерийской дивизии.

#### Штурм высоты 130,5
Форсировав Снов, подразделения 7-го гвардейского кавалерийского корпуса вышли к хорошо оборудованной и сильно укреплённой оборонительной линии противника. Опираясь на опорные пункты Стаси, Куликовка, Большой Листвен, Смычин, Дубровное, Старая Рудня, противник жёсткой обороной в сочетании с активными контратаками при поддержке танков и штурмовых орудий пытался остановить дальнейшее продвижение кавалеристов к Днепру. Полоса наступления 15-й гвардейской кавалерийской дивизии в междуречье Смяча и Крюковой представляла собой заболоченную местность. Проходы между болотами контролировались врагом: ближе к центру располагалась отметка 130,5, с флангов подступы к ней прикрывали опорные пункты Дубровное и Старая Рудня. Утрата высоты сильно ослабляла систему немецкой обороны, поэтому её кавалеристы генерал-майора И. Т. Чаленко и танкисты подполковника И. А. Мясникова решили брать в первую очередь.
Рано утром 22 сентября командир 60-го танкового полка вызвал к себе командиров танковых рот. Посовещавшись с танкистами, Илья Архипович решил, что лёгкие танки Т-70 вполне смогут преодолеть болота, и поставил задачу нанести удар по немецким позициям в районе высоты одновременно с трёх направлений: 2-й танковой роте старшего лейтенанта М. И. Лебедева предстояло атаковать непосредственно отметку 130,5, 4-я танковая рота старшего лейтенанта Н. А. Андреева должна была обходить высоту слева, а 3-я танковая рота лейтенанта В. С. Маркова — справа. Танкисты Маркова имели дополнительную задачу — оседлать грунтовую дорогу, идущую к месту предстоящего боя со стороны Старой Рудни, и не дать противнику возможности перебрасывать по ней подкрепления. В назначенный час подразделения 60-го танкового полка, кроме оставшейся в резерве 1-й роты, начали выдвижение на исходные позиции. К намеченному сроку лейтенант Марков успешно вывел свою роту в полном составе в заданный квадрат.
Заняв исходные позиции для атаки, Марков предусмотрительно поставил один танковый взвод в засаду в небольшом перелеске вдоль грунтовой дороги. Решение командира оказалось верным. Вскоре со стороны Старой Рудни показалась колонна вражеских танков. Подпустив немецкую бронетехнику на максимально близкое расстояние, стоявшие в засаде танкисты открыли огонь в упор и в течение нескольких минут подбили и зажгли 7 танков неприятеля. Подоспевшие к месту боя основные силы роты довершили разгром колонны, уничтожив ещё три машины. Сразу после этого лейтенант Марков повёл свою роту на штурм вражеских укреплений. Ворвавшись на позиции неприятеля, танкисты огнём орудий и гусеницами нанесли ему большой урон в живой силе и технике. Атака роты Маркова стала полной неожиданностью для немцев. В стане врага началась паника, он дрогнул и стал отступать в направлении Дубровного. Замешательством немцев воспользовались танкисты 2-й роты, которые при поддержке кавалерии полностью овладели высотой 130,5. В том бою потери роты Маркова составили три танка и пять танкистов.

#### Освобождение Старой Рудни
Со взятием командной высоты подразделения 15-й гвардейской кавалерийской дивизии получили удобный плацдарм для дальнейшего наступления на Дубровное, ранее казавшееся неприступным. На этом направлении подполковник И. А. Мясников сосредоточил основные силы 60-го танкового полка. В то же время перед ротой лейтенанта В. С. Маркова была поставлена задача выбить противника из Старой Рудни. Штурм обоих опорных пунктов был назначен на утро 23 сентября.
Небольшое украинское село Старая Рудня расположено на возвышенности вдоль правого берега реки Смяч в том месте, где река делает резкий поворот на юг. В населённом пункте имеется одна главная улица, протянувшая почти на три километра параллельно руслу реки, от которой в разные стороны отходят короткие улочки и переулки. Примыкающая к селу с юга местность — открытое поле. Здесь немцы организовали мощную противотанковую оборону и установили минные заграждения. С севера и востока село, по их мнению, было надёжно защищено от танковых атак сильно заболоченной поймой реки Смяч. Единственная грунтовая дорога со стороны Петровки, которую тоже контролировал противник, находилась под неусыпным наблюдением. Марков хорошо понимал, что атаковать Старую Рудню «в лоб» лёгкими танками со слабой броневой защитой — значит погубить роту и провалить задание. Поэтому, уже имея опыт преодоления труднопроходимой заболоченной местности, он решил начать штурм села через болото, примыкавшее к северо-восточной окраине населённого пункта, — в том месте, где противник ожидал этого меньше всего. Вернувшись на левый берег Смяча, стремительным маршем через Грязну и далее просёлочными дорогами он вывел своё подразделение в намеченный район. Дерзкий план танкиста должны были поддержать стрелковые подразделения 111-го и 228-го полков 55-й стрелковой дивизии и 321-го полка 15-й стрелковой дивизии, которые уже несколько дней вели безуспешные бои за Старую Рудню и Петровку.
Ранним утром 23 сентября лейтенант В. С. Марков повёл свою роту в атаку. Местность действительно оказалась труднопроходимой. Три танка скоро увязли в болоте. Однако командир вместе со своим механиком-водителем старшим сержантом А. А. Малышевым быстро вытащил их из трясины. Вырвавшись, наконец, на сухое место, танкисты с ходу смяли вражеский заслон, прикрывавший подходы к селу, и ворвались на главную улицу. Действуя огнём орудий, пулемётов и гусеницами, они уничтожили 8 бронетранспортёров, 6 пушек, 10 миномётов и 11 станковых пулемётов, разрушили 5 ДЗОТов, истребили до 200 солдат и офицеров неприятеля. Особенно отличился командир роты, на счету которого было 3 уничтоженных БТРа, 4 миномёта, 5 станковых пулемётов, 2 ДЗОТа и до 60 военнослужащих вермахта. Танкисты быстро заняли центр села, однако противник, оттеснённый на периферию, постепенно приходил в себя. Подтянув противотанковые средства, он стал закрепляться на окраинах Старой Рудни. Сопротивление врага нарастало. Теперь каждый переулок приходилось брать с боем, и почти на каждом перекрёстке оставался подбитый советский танк. Чтобы не упустить победу, Виктор по рации запросил помощи, и подполковник Мясников ввёл в бой находившуюся в резерве 1-ю танковую роту. Это решило исход сражения. Противник под натиском советских танков стал отступать. Преследуя его, танк Маркова выскочил на окраину села, но попал под артиллерийский огонь. Вражеский снаряд угодил в лобовую часть корпуса: механик-водитель погиб, взрывом вырвало два трака гусеницы. Повреждённая машина остановилась, осев на один бок. Группа немецких солдат сразу бросилась к подбитому танку, намереваясь захватить его экипаж в плен, но лейтенант Марков встретил их шквальным пулемётным огнём. Четыре атаки удалось отбить танкисту, прежде чем немцам удалось поджечь бензобак, но даже из объятой пламенем машины он продолжал вести огонь по врагу, пока не погиб.
В боях за Старую Рудню вместе со своим командиром погибла почти вся 3-я танковая рота, но боевая задача подразделения была выполнена. Потеряв опорные пункты на реках Снов и Смяч, противник стремительно откатывался на запад. Путь к Днепру частям 7-го гвардейского кавалерийского корпуса был открыт. Тела лейтенанта В. С. Маркова и его механика-водителя старшего сержанта А. А. Малышева из сгоревшего танка вытащили тринадцатилетние местные жительницы Прасковья Мося и Люба Стародубец. Первоначально подруги похоронили их в Старой Рудне, в огороде близлежащего дома, но через несколько дней за останками своих погибших товарищей приехали однополчане, которые увезли их в Дубровное, где в тот момент располагался штаб полка, и перезахоронили в братской могиле на территории села. В 1963 году на месте погребения советских воинов был установлен памятник.
По представлению командира 60-го танкового полка подполковника И. А. Мясникова от 11 октября 1943 года за образцовое выполнение боевых заданий командования на фронте борьбы с немецкими захватчиками и проявленные при этом отвагу и геройство указом Президиума Верховного Совета СССР от 26 апреля 1944 года лейтенанту Маркову Виктору Степановичу было присвоено звание Героя Советского Союза посмертно.

## Семья
- Отец — Марков Степан Афанасьевич. Родился 24 декабря 1886 года в деревне Коняшино Старицкого уезда Тверской губернии (ныне Старицкого района Тверской области). Из крестьян. Одну зиму учился в церковно-приходской школе. С 10 лет пас скот, с 12 лет работал разнорабочим в артели каменотёсов в Санкт-Петербурге. В 1905 году принимал активное участие в революционных событиях. С 1908 по 1912 год служил в Русской императорской армии. Затем работал по найму в Симферополе, Севастополе и Череповце, на шлюзах Мариинского канала. В октябре 1915 года с женой переехал на Урал, в Богословский горный округ. До 1919 года работал на заготовке дров для Надеждинского металлургического завода. После осел в Морозково, занялся кузнечным делом. В октябре 1919 года был мобилизован в Рабоче-крестьянскую Красную Армию, в 1921 году комиссован по болезни. Вернувшись в Морозково, работал кузнецом. Член РКП(б) с 1924 года, Степан Афанасьевич был одним из организаторов в деревне сельскохозяйственной коммуны «Искра», позднее преобразованной в колхоз. С 1925 года по 1929 год — лесообъезчик Морозковского лесничества. Затем вновь трудился кузнецом в колхозе «Искра», Первомайском и Сотринском мехлесопунктах. Одновременно занимался общественной и партийной работой: был членом бюро партийной организации и членом рабочего комитета Сотринского мехлесопункта, депутатом Первомайского поселкового совета и Серовского районного совета. В 1946 году за многолетний добросовестный труд награждён медалью «За доблестный труд в Великой Отечественной войне 1941—1945 гг.». Умер в 1955 году[11][50].
- Мать — Маркова Евдокия Фёдоровна. Родилась 2 февраля 1890 года в деревне Коняшино в многодетной крестьянской семье. С семи лет в няньках. С 10 лет работала прислугой. В четырнадцать лет была выдана замуж. До 1915 года трудилась в крестьянском хозяйстве свёкра. После переезда на Урал вместе с мужем заготавливала лес. С 1919 года работала в хлебопекарне, позднее занималась домашним хозяйством. С 1929 года работала в колхозе «Искра»: была поваром в колхозной столовой и работницей полеводческой бригады. С 1938 года — домохозяйка. Умерла в 1967 году[11][51].

Сестра — Абрамова (Маркова) Надежда Степановна. Родилась 17 сентября 1919 года в деревне Морозково. В 1934 году окончила 7 классов неполной средней школы в посёлке Первомайский. В 1935—1939 годах училась на агрономическом отделении сельскохозяйственного техникума в селе Волково Ирбитского района, по окончании которого была направлена для дальнейшего обучения в Молотовский сельскохозяйственный институт. Окончив два курса, по семейным обстоятельствам была вынуждена вернуться домой. С октября 1942 года по июнь 1944 года занимала должность начальника Первомайского почтового отделения. С 1944 года по 1949 год работала в Серовском районном земельном отделе, пройдя путь от рядового агронома до главного агронома Серовского района. С 1949 года — агроном города Серова. После смерти отца Надежда Степановна вынуждена была оставить работу, чтобы ухаживать за больной матерью. С 1974 года — на пенсии. Умерла в 2002 году.
- Брат — Владимир Степанович Марков. Родился в 1924 году в деревне Морозково. Окончил 7 классов Морозковской неполной средней школы. Затем учился в школе ФЗО в посёлке Угольный, получил специальность машиниста электрического экскаватора. В сентябре 1942 года призван в ряды Рабоче-крестьянской Красной Армии. Окончил ускоренный курс эвакуированного в Свердловск Черкасского пехотного училища. На фронте младший лейтенант В. С. Марков с февраля 1943 года в должности командира взвода 115-го гвардейского стрелкового полка 38-й гвардейской стрелковой дивизии. Участвовал в освобождении Донбасса. Погиб 16 августа 1943 года во время Донбасской операции при штурме высоты 162,2 у хутора Шевченково (ныне в черте села Каменка) Изюмского района Харьковской области. Похоронен на месте боя[53].

## Награды
- Медаль «Золотая Звезда» (26 апреля 1944, посмертно);
- орден Ленина (26 апреля 1944, посмертно).

## Память
- В целях увековечения памяти Героя Советского Союза В. С. Маркова в городе Серове решением исполкома Серовского городского совета от 25 февраля 1965 года улица 2-я Белореченская переименована в улицу Маркова[54].
- Постановлением Совета Министров РСФСР от 31 декабря 1966 года имя Героя Советского Союза В. С. Маркова присвоено школе № 22 города Серова[55]. С 1966 года в школе функционирует музей истории, основная экспозиция которого посвящена жизни и подвигу танкиста[52]. Имя Маркова выбито на мемориальной доске, установленной в честь выпускников школы — Героев Советского Союза на фасаде старого здания школы (улица Калинина, 28)[56].
- Имя Героя Советского Союза В. С. Маркова увековечено на мемориальном стенде серовцев — Героев Советского Союза у военного комиссариата (ул. Зелёная, 28).
- Индивидуальная мемориальная плита с именем В. С. Маркова установлена в городе Серове на мемориале «Вечный огонь» (улица Каквинская, 1).
- Имя В. С. Маркова носят улицы в деревне Морозково и посёлке Первомайский Серовского городского округа. На здании МКОУ «Общеобразовательная школа деревни Морозково» в честь Героя установлена мемориальная доска (улица Маркова, 34)[55][57].
- Имя В. С. Маркова носит улица в селе Дибровное Сновского района Черниговской области Украины[58]. На братской могиле в Дибровном, где похоронен Герой, в честь него установлена индивидуальная мемориальная плита[3].
- Имя Героя Советского Союза В. С. Маркова увековечено на обелиске, установленном в селе Старая Рудня на братской могиле советских воинов, погибших при его освобождении[3].

## Документы
- Общедоступный электронный банк документов «Подвиг Народа в Великой Отечественной войне 1941—1945 гг.» Дата обращения: 6 февраля 2016. Архивировано 13 марта 2012 года.

Представление к званию Героя Советского Союза.
- Обобщенный банк данных «Мемориал». Архивировано 10 мая 2012 года.

Информация из донесения о безвозвратных потерях.
Информация из донесения о безвозвратных потерях.
Информация из приказа об исключении из списков.
Информация из списка захоронения ЗУ380-25-1085.
Учётная карточка захоронения ЗУ380-25-1085.
Схема захоронения ЗУ380-25-1085.